# Igor Morozov
Igor Morozov (Tallinn, 27 maggio 1989) è un calciatore estone, difensore della Nazionale estone.